# Alfonso Martín de Santa Olalla y Esquerdo
Alfonso Martín de Santa Olalla y Esquerdo  (Alacant, finals segle XIX - Alacant, mitjans segle XX) fou un polític valencià, militant del Partit Republicà Radical a Alacant, del que n'era vocal provincial el 1935. També era membre de la francmaçoneria.
Va presidir la gestora formada pel governador civil Antonio Vázquez Limón per a dirigir l'ajuntament d'Alacant entre octubre de 1934 i gener de 1936, dirigit fins aleshores per Llorenç Carbonell i Santacruz, i que fou destituït pel president de govern Alejandro Lerroux arran dels fets revolucionaris de 1934. Durant el seu mandat es va dur a terme la primera campanya de vacunació contra la verola en 1935. Deixà el càrrec el gener de 1936. En 1940 fou jutjat pel Tribunal de Responsabilidades Políticas.